# Joey Guðjónsson
Jóhannes Karl Guðjónsson (Akranes, Islandia, 25 de mayo de 1980) es un exfutbolista y entrenador islandés. Jugó de volante. 

## Selección nacional
Ha sido internacional con la Selección de fútbol de Islandia, ha jugado 34 partidos internacionales y ha anotado un gol.

## Clubes

### Como jugador
| Club                    | País         | Año       |
| ----------------------- | ------------ | --------- |
| ÍA                      | Islandia     | 1996-1998 |
| Racing Genk             | Bélgica      | 1998-1999 |
| MVV Maastricht          | Países Bajos | 1999-2000 |
| RKC Waalwijk            | Países Bajos | 2000-2001 |
| Real Betis              | España       | 2001-2002 |
| Aston Villa             | Inglaterra   | 2003      |
| Wolverhampton Wanderers | Inglaterra   | 2003-2004 |
| Leicester City          | Inglaterra   | 2004-2006 |
| AZ Alkmaar              | Países Bajos | 2006-2007 |
| Burnley FC              | Inglaterra   | 2007-2010 |
| Huddersfield Town       | Inglaterra   | 2010-2012 |
| ÍA                      | Islandia     | 2012-2014 |
| Fram Reykjavík          | Islandia     | 2014-2015 |
| Fylkir Reykjavík        | Islandia     | 2015-2016 |
| HK Kópavogs             | Islandia     | 2016-2018 |

### Como entrenador
| Club        | País     | Año           |
| ----------- | -------- | ------------- |
| HK Kópavogs | Islandia | 2016-2017     |
| ÍA          | Islandia | 2018-Presente |